# Gökbahçe, Seyitgazi
Gökbahçe là một xã thuộc huyện Seyitgazi, tỉnh Eskişehir, Thổ Nhĩ Kỳ. Dân số thời điểm năm 2011 là 457 người.